# Свети Димитър (Годеч, 1937)
„Свети Димитър“ е българска православна църква в град Годеч. Храмът е част от Софийската епархия.

## История
Храмът е построен в 1937 година до старата едноименна църква „Свети Димитър“ от 1836 година. Иконостасът е дело на дебърски майстори от рода Филипови.